# The Fallen Sparrow
The Fallen Sparrow (bra O Beijo de Traição, ou Beijo da Traição) é um filme estadunidense de 1943, dos gêneros mistério e espionagem, dirigido por Richard Wallace, com roteiro de Warren Duff baseado no romance The Fallen Sparrow, de Dorothy B. Hughes.

## Sinopse
Kit McKittrick, veterano da Guerra Civil Espanhola, retorna a Nova Iorque após dois anos nas garras dos nazistas — sem ter revelado nada. O inimigo, porém, ainda não desistiu dele, e usa tanto a bela Toni quanto drogas e guerra psicológica para extrair-lhe um segredo que ele tem guardado tão bem. O que os bandidos não sabem, contudo, é que os anos de tortura deixaram Kit tão cruel quanto eles, e lhe deram a determinação e a esperteza necessárias para esmagá-los!

## Prêmios e indicações
| Prêmio     | Categoria            | Recipientes                | Resultado |
| ---------- | -------------------- | -------------------------- | --------- |
| Oscar 1944 | Melhor trilha sonora | Roy Webb, C. Bakaleinikoff | Indicado  |

## Elenco
| Ator/Atriz       | Personagem             |
| ---------------- | ---------------------- |
| John Garfield    | Kit McKittrick         |
| Maureen O'Hara   | Toni Donne             |
| Walter Slezak    | Doutor Christian Skaas |
| Patricia Morison | Barby Taviton          |
| Bruce Edwards    | Ab Parker              |
| John Banner      | Anton                  |
| John Miljan      | Inspetor Tobin         |
| Hugh Beaumont    | Otto Skaas             |

## Recepção
A atuação de Garfield é aclamada pela crítica. O filme foi um dos grandes sucessos de bilheteria da RKO Radio Pictures no ano.
A trilha sonora, de autoria de Roy Webb e Bakaleinikoff, foi indicada ao Oscar.